# Olga Sacharoff
Olga Sacharoff   (Tbilisi, 28 de maig de 1881 - Barcelona, 1 de març de 1967) nom artístic d'Olga Nikolàievna Saharova fou una pintora russa avantguardista establerta primer a Mallorca (1915) i després a Catalunya (a partir del 1916). Sacharoff va ser una figura destacada de les avantguardes del segle passat i va establir forts lligams amb l'art català dels anys 40 i 50, i amb els cercles artístics i intel·lectuals de la postguerra.

## Biografia

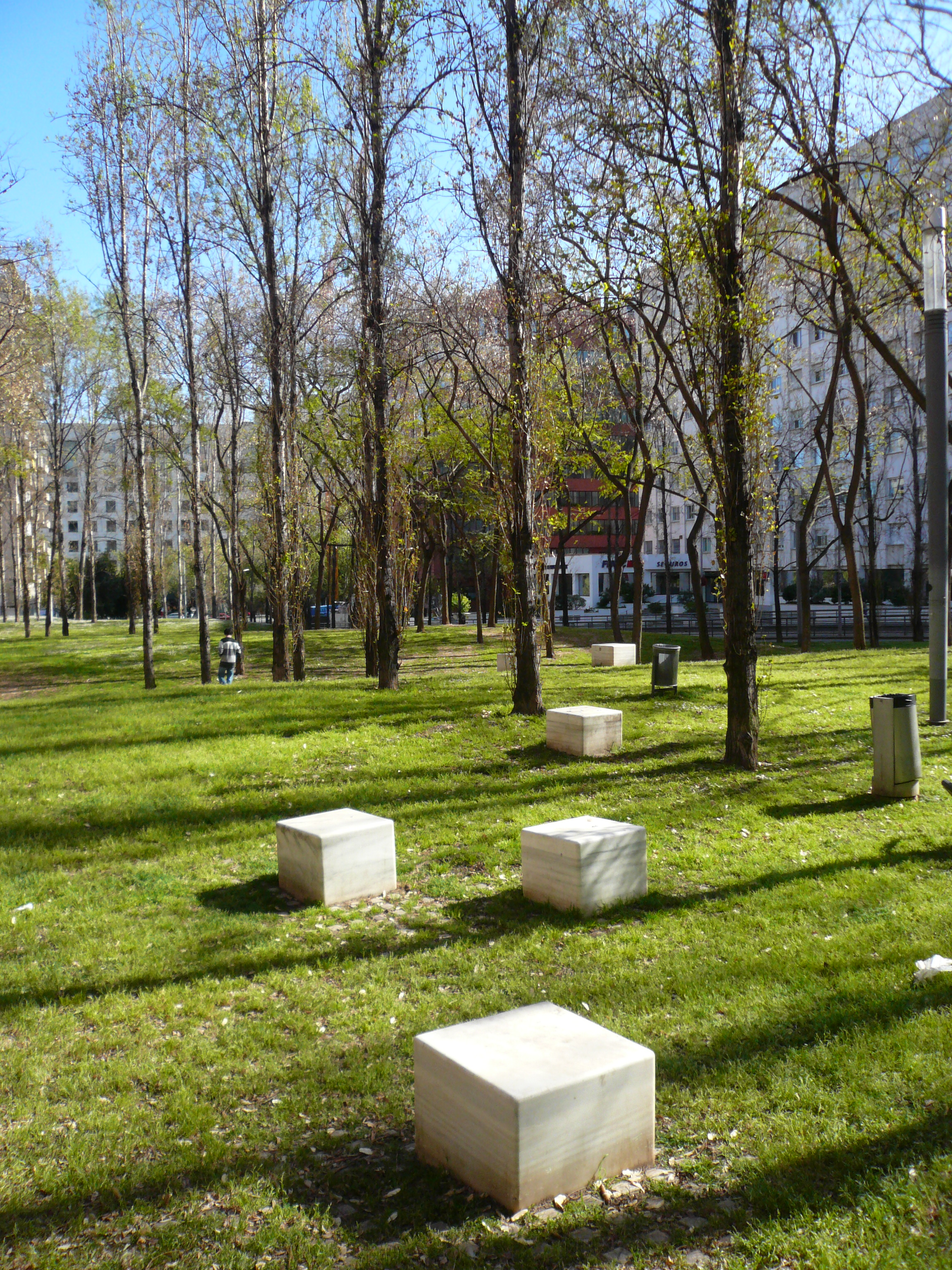
Vista dels jardins d'Olga Sacharoff, al barri de les Corts, Barcelona

Nascuda en el si d'una família de metges i alts funcionaris, d'un sector burgès molt acomodat. Olga Sacharoff estudià Belles Arts a Tbilisi, la seva ciutat natal, si bé no se sap exactament on. Després d'una breu estada a Múnic (1910) que li va permetre establir contacte amb l'expressionisme alemany, s'instal·la a París (1911), on comença a desenvolupar una pintura emmarcada en el cubisme i el postcubisme, com es pot veure en Bust femení (1915).
L'esclat de la Primera Guerra Mundial va portar-la a Catalunya, juntament amb altres artistes que buscaven un refugi lluny del trasbals d'un París amenaçat, com Otho Lloyd, Serge Charchoune, Hélènne Grounhof, Albert Gleizes, Marie Laurencin, Francis Picabia i els Delaunay. Tots ells van venir a Catalunya entre el 1915 i el 1917.
La parella Sacharoff-Lloyd s'instal·la a Pollença arran de l'esclat de la Primera Guerra Mundial. Segons contà ella mateixa posteriorment, van agafar un mapa de la Mediterrània, i amb els ulls tancats, van elegir Mallorca per atzar. Un any després, torna a París, però en no ser un lloc segur, s'instal·la definitivament a Catalunya.
Segons Eugeni d'Ors, fou el marxant Josep Dalmau qui, arran d'un viatge a París, va portar la pintora i il·lustradora, però el cert és que aquesta s'instal·là a Barcelona després d'una estada a Ceret amb el seu company Otho Lloyd, pintor i fotògraf. Molts d'ells van coincidir a Tossa de Mar, on anaven d'excursió o de vacances. Els primers a alternar-hi les estades van ser Sacharoff i Lloyd, però poc després s'hi van afegir els avantguardistes estrangers que havien arrelat a Barcelona. Les fotografies de Lloyd i les pintures d'Olga (menjars, berenars al camp, festes i balls populars), que es va desfent dels trets cubistes, són testimoni d'aquestes trobades a Tossa, tot i que la parella fou l'única que hi va intensificar les estades a partir del 1919.
La Galeria Dalmau va esdevenir un espai de referència per a tots ells i, sota la iniciativa del dadaista Francis Picabia, es van publicar els quatre números de la revista 391, que s'edità a Barcelona entre el gener i el març del 1917. La revista, que va tenir un fort impacte en determinats autors de l'ambient artístic català, com ara Joan Miró, incloïa la col·laboració d'alguns d'aquests refugiats. Sacharoff també va pertànyer al grup artístic Agrupació Courbet.
En finalitzar el conflicte bèl·lic de la Primera Guerra Mundial, l'artista torna a París, però continuaria viatjant sovint a la capital catalana i passant les vacances a Mallorca i Eivissa, ja qu el seu marit romangué a Barcelona. A París, Sacharoff va viure sempre al barri de Montparnasse on freqüentava els cafès de moda (La Rotonde, La Coupole) i va establir contacte i amistat amb molts artistes de les primeres avantguardes: Picasso, Modigliani, Van Dongen, Gus Bofa, Manolo Hugué i també els que formaven part de la colònia russa com Marie Vassilieff, Chaim Soutine, Chana Orloff i Marevna Vorobev, entre d'altres. Durant la dècada dels anys vint exposa en diferents edicions del Salon d'Automne, del des Indépendants, del de l'Araignée i del des Tuileries, on sempre va obtenir una gran atenció i paraules elogioses per part de la premsa. També participà en el Tercer Saló de Tardor que l'Associació d'Amics de les Arts organitzà a les Galeries Laietanes l'any 1922.
A partir d'aquests anys, Sacharoff deixà enrere l'avantguardisme i s'endinsà en l'estètica del noucentisme. El seu estil adoptà traços lírics i amables, i es posà al servei d'una visió idealitzada de Catalunya: paisatges, costums, tipus populars... En general, hi predominen les composicions amb molts personatges, servides amb traços esquemàtics i colors vius. L'obra d'aquesta època destaca per una forta influència del primitivisme al qual l'artista suma unes iconografies molt personals, tractades des d'una ironia i un humor barrejats amb una important càrrega crítica social.
Als anys trenta exposà regularment a Barcelona. Participà en mostres col·lectives com Bodas de Plata. Retratos de gente famosa por artistas de fama (Galeries Syra, 1931) o les edicions de 1935 i 1936 de l'Exposició de Primavera organitzada per la Junta Municipal d'Exposicions d'Art de Barcelona. En la primera d'aquestes presentà les obres titulades Flors, Retrat i Figures, i l'any 1936 les obres Retrat de la senyora T., Flors i Jardí zoològic. Segons els catàlegs d'aquestes exposicions, vivia al carrer de Manacor de Barcelona. Paral·lelament, i de manera individual, presentà la seva obra a les Galeries Laietanes (1934), a les Galeries Syra (1935) i al Centre de Lectura de Reus (1936).
A partir del any 1940, s'instal·la definitivament a Barcelona, al barri del Putxet, on continua la seva trajectòria artística i participa de manera activa en la vida cultural de la ciutat. La seva producció en aquest període es torna més decorativa i repetitiva, en resposta a la demanda. El gènere del retrat guanya protagonisme. Apareix entre els participants de l'Exposició Nacional de Belles Arts que fa a Barcelona, per bé que fora de concurs, presentant els olis Paraíso i Los borriquillos, així com també entre els de l'any 1942, amb un retrat. Uns anys més tard consta entre els artistes participants en l'Exposició Nacional de Belles Arts de Madrid del 1957, on va exposar l'obra titulada Señora de la capa. Segons el catàleg, en aquell moment residia carrer de Balmes, 383, de Barcelona.
Artísticament, utilitza tota mena de tècniques (oli, aquarel·la, pastel, collage o aiguafort), i diversos gèneres i temàtiques com natura morta, paisatge, quadres de flors, escenes quotidianes i retrats. Igual que Pere Pruna, Olga Sacharoff pertany a una tradició figurativa més aviat conservadora o no conflictiva, que es desenvolupa a la Catalunya de postguerra paral·lelament a la florida de les avantguardes a l'estranger. Relegada, com Pruna, a un relatiu silenci de la crítica durant els anys 1970 i 1980, Sacharoff ha recuperat presència en el circuit d'exposicions i galeries gràcies al col·leccionisme.
L'artista treballà sempre les mateixes iconografies, i el gir expressionista que es produeix en el seu estil en la dècada dels trenta es manté fins a les últimes pintures. D'altra banda, volem posar èmfasi en els discursos que Sacharoff elabora des del començament de la seva carrera, i que també es van situar sempre al centre dels seus interessos: enfront d'una visió de la seva pintura que la presenta ingènua, amable i decorativa, fa una aposta pionera per l'ús de l'humor com a estratègia crítica envers l'ordre establert, i articula un món propi en què la natura i els seus éssers són emprats per proposar una alternativa al pensament imperant.
La seva obra s'ha exposat, entre altres ciutats, a París, Londres i Nova York.

## Reconeixements i memòria
A Barcelona, l'any 1953 es va fer una exposició retrospectiva de la seva obra; i posteriorment, l'any 1994, una exposició antològica, comissariada per Maria Lluïsa Borràs i Mariette Llorens Artigas, a la Pedrera. L'Ajuntament de Barcelona li va atorgar la medalla de la ciutat el 1964. El 2002, se li'n dedicà una antològica amb Maria Blanchard a Bilbao (Sala d'Exposicions BBK).
L'any 2008 el Centre de Cultura de Dones Francesca Bonnemaison de Barcelona organitzà a la Sala Àgora l'exposició Dels fons a la superfície. Obres d'artistes catalanes anteriors a la dictadura, un reconeixement a l'obra d'artistes com Maria Noguera, Ángeles Santos Torroella, Lola Anglada, o la mateixa Olga Sacharoff, iniciadores de l'art contemporani i la modernitat, que havien estat relegades als fons dels museus.
L'any 2017, amb motiu dels cinquanta anys de la seva mort a Barcelona, el govern de la Generalitat acordà declarar l'efemèride com a commemoració oficial d'aquest any, per donar a conèixer l'obra i la personalitat artística de la pintora. L'Any Sacharoff, impulsat pel Departament de Cultura, fou comissariat per Elina Norandi amb la col·laboració de l'Ajuntament de Barcelona, la Xarxa de Museus d'Art, la Universitat de Barcelona i l'Escola Superior de Disseny i Art Llotja. Barcelona i Girona, ciutats on la pintora establí forts lligams, centraren els actes commemoratius de l'Any Sacharoff. L'Ajuntament de Barcelona volgué recordar la seva figura amb la col·locació d'una placa commemorativa a la casa on va residir i treballar gran part de la seva estada a Barcelona, al barri del Putxet.
El Museu d'Art de Girona reté homenatge a l'artista el 2018 amb l'exposició central de la commemoració: Olga Sacharoff: pintura, poesia i emancipació, comissariada per la historiadora de l'art Elina Norandi. De les prop d'una vuitantena d'obres exposades, procedents de museus, galeries, institucions culturals i col·leccions particulars, tant nacionals com internacionals (Estats Units, Rússia, França i Holanda), en destacaren algunes mai exposades a Catalunya, com Promenade, procedent del Museu de Fundatie o una de les seves obres més emblemàtiques, Consol, pertanyent a una col·lecció privada russa. Altres obres icòniques presents en la mostra van ser Cavallets en la fira, de la col·lecció del Museu Nacional Reina Sofia, que no s'exposava a Barcelona des de l'any 1953, o Paradís, propietat d'una galeria de Nova York; i La colla, un retrat col·lectiu de la generació del món cultural de la Barcelona de postguerra, que habitualment no exposa el Museu Nacional d'Art de Catalunya. Des de 1994 no se li havia dedicat cap altra mostra de caràcter individual de la seva trajectòria a Catalunya.
A més, a Catalunya conserven obra d'Olga Sacharroff el Museu de Montserrat, el Museu de Valls, Vinseum. Museu de les Cultures del Vi de Catalunya, Thermalia. Museu de Caldes de Montbui, el Museu de l'Empordà i el Museu Municipal de Tossa de Mar.